# 세도헵툴로스 7-인산
세도헵툴로스 7-인산(영어: sedoheptulose 7-phosphate)은 펜토스 인산 경로에서 중간 생성물이다.
세도헵툴로스 7인산은 트랜스케톨레이스(transketolase)에 의해 생성되고, 트랜스알돌레이스(transaldolase)의 기질로 작용한다.
세도헵툴로키네이스(sedoheptulokinase)는 세도헵툴로스와 ATP를 기질로 사용하여 ADP와 세도헵툴로스 7-인산을 생성하는 효소이다.
세도헵툴로스 비스인산가수분해효소(sedoheptulose-bisphosphatase)는 세도헵툴로스 1,7-비스인산(sedoheptulose 1,7-bisphosphate)과 H2O을 기질로 사용하여 세도헵툴로스 7-인산과 인산을 생성하는 효소이다.

## 같이 보기
- 세도헵툴로스
- 3-디옥시-D-아라비노-헵툴로손산 7-인산, 시킴산 생합성 과정에서의 중간 생성물 및 관련 화합물